# OR56A3
OR56A3 (англ. Olfactory receptor family 56 subfamily A member 3) – білок, який кодується однойменним геном, розташованим у людей на короткому плечі 11-ї хромосоми. Довжина поліпептидного ланцюга білка становить 315 амінокислот, а молекулярна маса — 35 611.
| 10         |  | 20         |  | 30         |  | 40         |  | 50         |
| ---------- |  | ---------- |  | ---------- |  | ---------- |  | ---------- |
| MTTHRNDTLS |  | TEASDFLLNC |  | FVRSPSWQHW |  | LSLPLSLLFL |  | LAVGANTTLL |
| MTIWLEASLH |  | QPLYYLLSLL |  | SLLDIVLCLT |  | VIPKVLTIFW |  | FDLRPISFPA |
| CFLQMYIMNC |  | FLAMESCTFM |  | VMAYDRYVAI |  | CHPLRYPSII |  | TDHFVVKAAM |
| FILTRNVLMT |  | LPIPILSAQL |  | RYCGRNVIEN |  | CICANMSVSR |  | LSCDDVTINH |
| LYQFAGGWTL |  | LGSDLILIFL |  | SYTFILRAVL |  | RLKAEGAVAK |  | ALSTCGSHFM |
| LILFFSTILL |  | VFVLTHVAKK |  | KVSPDVPVLL |  | NVLHHVIPAA |  | LNPIIYGVRT |
| QEIKQGMQRL |  | LKKGC      |  |            |  |            |  |            |

A: Аланін

C: Цистеїн

D: Аспарагінова кислота

E: Глутамінова кислота

F: Фенілаланін

G: Гліцин

H: Гістидин

I: Ізолейцин

K: Лізин

L: Лейцин

M: Метіонін

N: Аспарагін

P: Пролін

Q: Глутамін

R: Аргінін

S: Серин

T: Треонін

V: Валін

W: Триптофан

Кодований геном білок за функціями належить до рецепторів, g-білокспряжених рецепторів, білків внутрішньоклітинного сигналінгу. 
Локалізований у клітинній мембрані.